# Рикудзентаката
Рикудзентаката (яп. 陸前高田市 Рикудзэнтаката-си) — город в Японии, находящийся в префектуре Иватэ. Площадь города составляет 232,29 км², население — 19 386 человек (1 августа 2014), плотность населения — 83,46 чел./км².

## Географическое положение
Город расположен на острове Хонсю в префектуре Иватэ региона Тохоку. С ним граничат города Офунато, Итиносеки, Кесеннума и посёлок Сумита.

## Катастрофа 2011 года

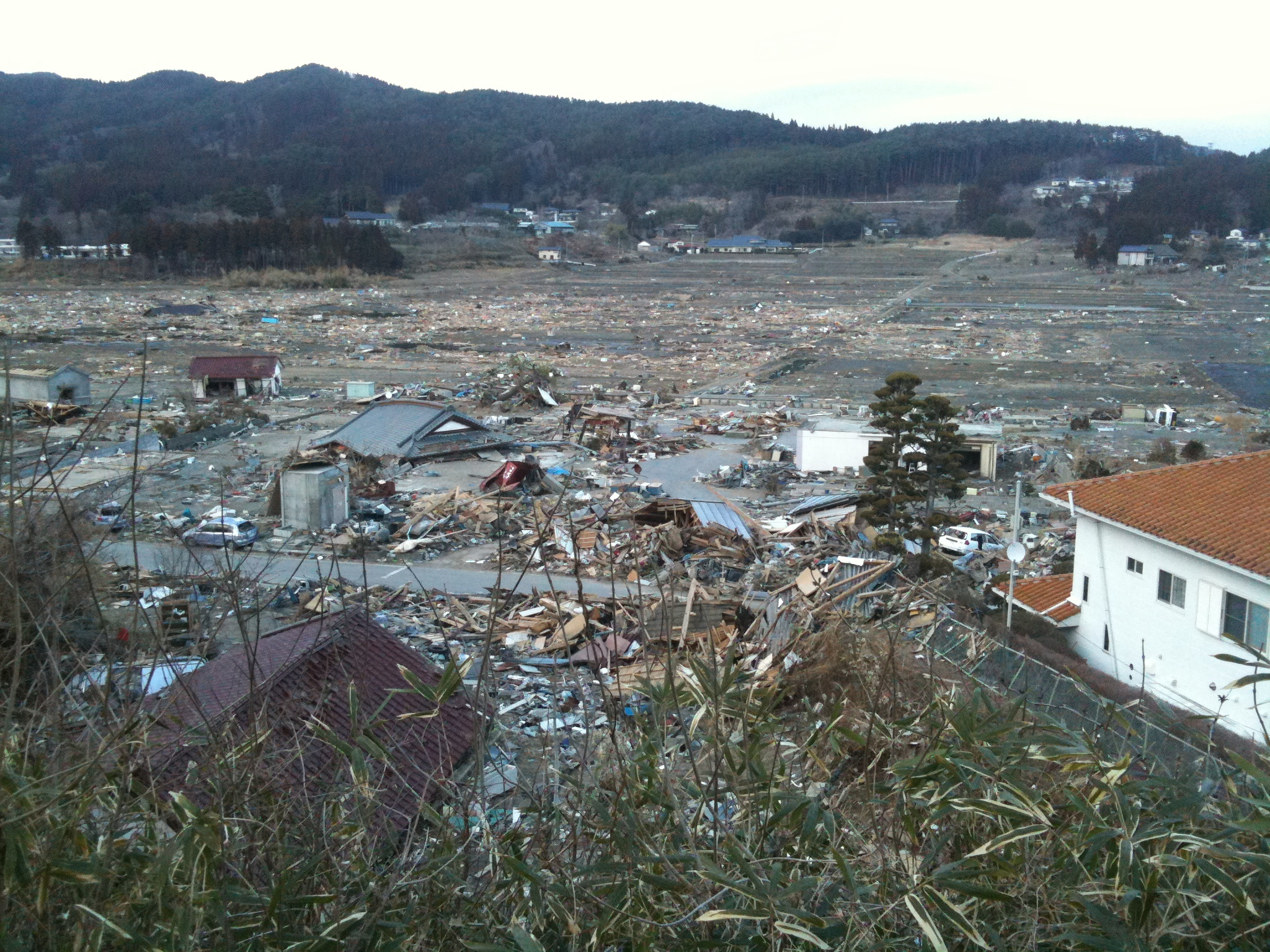
Город после цунами 2011 года

Рикудзентаката был практически полностью уничтожен в результате цунами 11 марта 2011 года, около 1,8 тысячи домов были разрушены. Всего погибло 1556 жителей, пропало без вести 207 человек.

## Население
Население города составляет 19 386 человек (1 августа 2014), а плотность — 83,46 чел./км². Изменение численности населения с 1980 по 2005 годы:
| 1980 | 29 356 чел. |  |
| 1985 | 28 404 чел. |  |
| 1990 | 27 242 чел. |  |
| 1995 | 26 129 чел. |  |
| 2000 | 25 676 чел. |  |
| 2005 | 24 709 чел. |  |

## Символика
Деревом города считается криптомерия, цветком — камелия, птицей — сизая чайка.